# Kathedraal Sainte-Anne van Apt

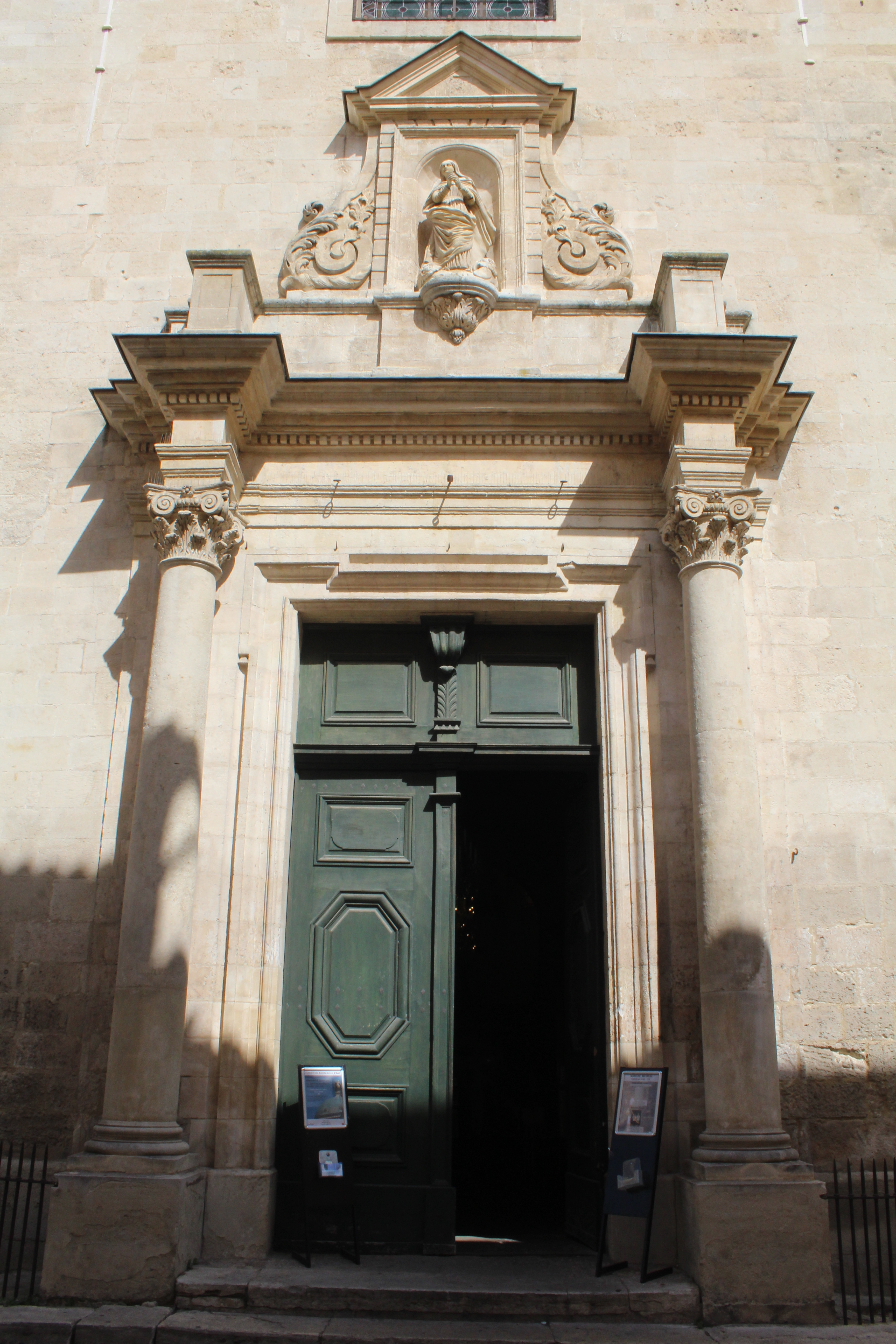
Ingang, westgevel

De voormalige Kathedraal Sainte-Anne van Apt was de kathedraal van het voormalige bisdom Apt. De kerk werd gebouwd in de middeleeuwen en was aanvankelijk gewijd aan Maria en St.-Castor. Gelegen in de stad Apt, is het sinds 1846 geclassificeerd als monument historique. Het is een van de oudste kerkgebouwen in het westen die is gewijd aan Anna, de grootmoeder van Jezus. Al tijdens de 12e eeuw werd haar naamdag daar gevierd op 26 juli. Haar verering werd definitief gevestigd in de 14e eeuw. Paus Urbanus V voegde in zijn missaal van 1370 ter ere van haar een mis toe met een miniatuur van de heilige. Paus Gregorius XII stelde later de gedenkdag vast op 26 juli.
Sommige relieken van Anna, waarvan de traditie zegt dat ze door de kruisvaarders zijn meegebracht uit het Oosten, worden nog steeds in de kerk vereerd.
Deze kathedraal, die nog steeds de titel draagt van de zetel van een voormalig bisdom, werd in 1867 door paus Pius IX geclassificeerd als basilica minor en vervolgens door paus Leo XIII op 9 december 1880 als "basiliek van de prins van de apostelen".

## Architectuur
In de 12e eeuw werd begonnen met de bouw van een romaanse kerk, op een plek waar in de voorafgaande eeuwen al enkele malen een kerk had gestaan. De aanvankelijk tweebeukige kerk kreeg een lengte van 50 meter en een breedte van 20 meter. Tussen de beuken staat een rij van vier pilaren, zodat er vijf traveeën zijn. In de 14e eeuw werd aan de noordkant een zijbeuk in gotische stijl met een breedte van 4 meter toegevoegd, met in de noordoosthoek de voormalige kapel van de heiligen. In de 17e eeuw werd de westgevel met  nog eens 18 meter verbreed door de bouw van de St.-Annakapel. De westgevel is daarmee met 42 meter een van de grootste van de kathedralen in de zuidelijke helft van Frankrijk. Eveneens in de 17e eeuw werden aan de noordzijde de kapel van Johannes de Doper en een sacristie gebouwd.
In de 18e eeuw werden langs de noordelijke gevel de kapel van de Maagd en de kapel van de rozenkrans gebouwd. Aan de oostkant verscheen in het verlengde van het middeleeuws koor een zogenaamd modern koor en nog een sacristie.
De ingang wordt geflankeerd door twee kolommen met gladde schachten bekroond met composiet kapitelen met acanthusbladeren en volutes. Het portaal wordt bekroond door een hoofdgestel op twee niveaus, de architraaf is bedekt met een tandlijst. Twee vuurpotten omlijsten een nis met sculptuur, waarboven een driehoekig fronton. Rechts van het portaal verlicht een gotisch raam het romaanse schip, en bevindt zich een crucifix uit 1805.

### Klokkentoren

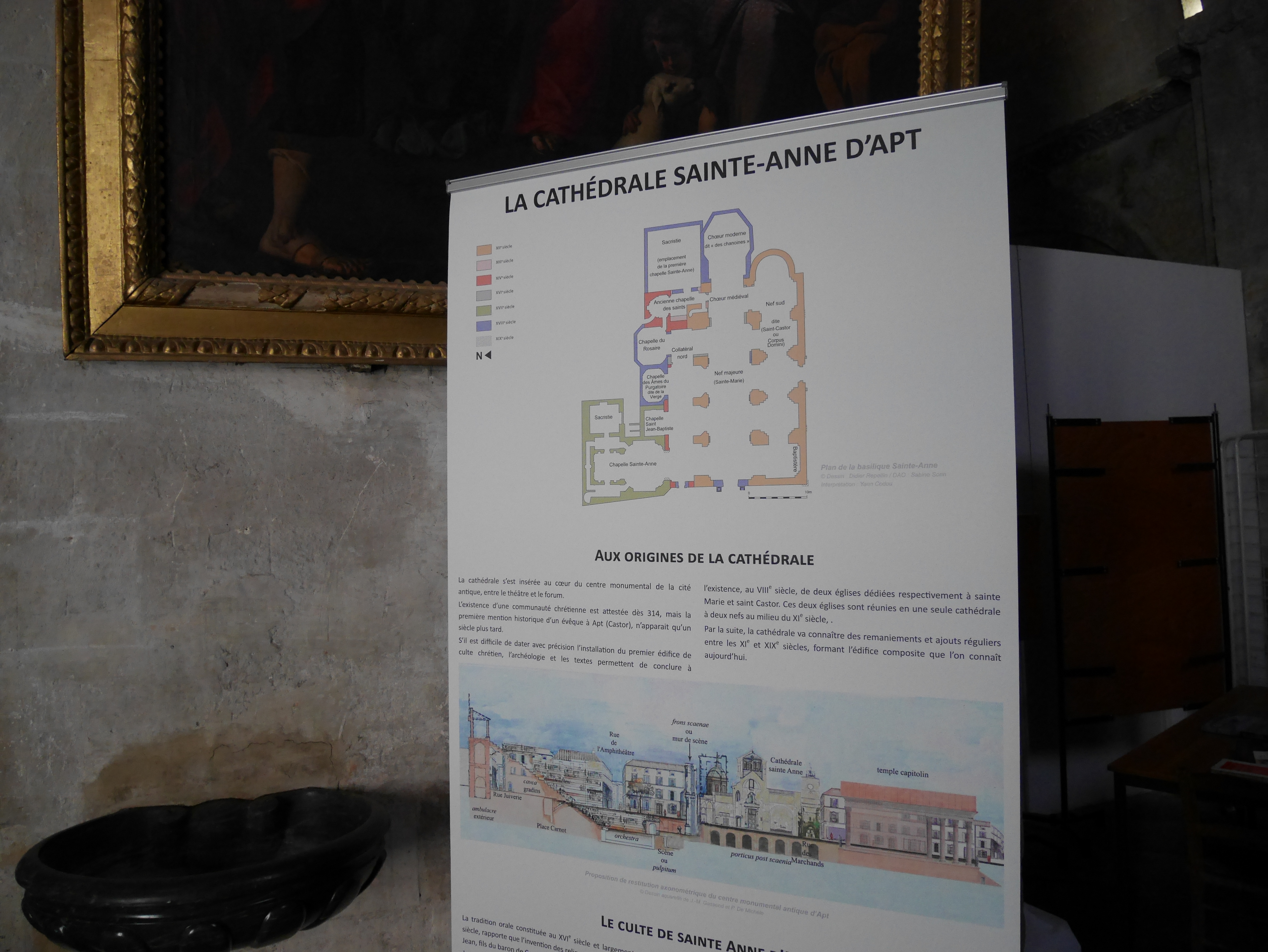
Informatiepaneel

Naast de kerk staat de klokkentoren of het belfort, een portiektoren gebouwd van 1561 tot 1563 in gotische Provençaalse stijl.
De toren herbergt vijf klokken, die worden gebruikt voor de diensten. Deze klokken zijn niet geëlektrificeerd en worden met de hand geluid met koorden, wat zeldzaam is voor een kathedraal.

### Koepel
De kapel van St.-Anna is voorzien van een koepel bestaande uit koperen platen. Bovenop staat een beeld van verguld brons, een werk van Joseph-Elzéar Sollier, dat in 1877 in Parijs werd gegoten.

### Kerk
Aan het begin van de bouw waren er slechts twee Romaanse beuken, de traveeën zijn gescheiden door grote rondbogen rustend op sterke pijlers. In de 14e eeuw werd een derde beuk toegevoegd aan de noordkant van het oorspronkelijke gebouw, in gotische stijl en gewelfd met kruisgewelven; hiervoor moesten ook in het middenschip wijzigingen worden aangebracht.

### Crypten
De onderste crypte is het overblijfsel van een Romeins gebouw uit de 1e eeuw, gebruikt voor religieuze doeleinden uit de Karolingische periode. De crypte bestaat uit een gang die leidt naar een gewelf waar volgens de plaatselijke traditie de sluier van Sint-Anna werd gevonden.
De bovenste crypte uit de 11e eeuw bestaat uit een klein schip van ongeveer 8 meter, eindigend in een apsis. Aan de zijkanten bevatten 7 nissen sarcofagen van overleden christenen. Het altaar bestaat uit een pre-Romeinse tafel op een Romeinse stele, waarvan 3 zijden inscripties dragen.

### Kapellen
De Sint-Annakapel werd tussen 1643 en 1664 gebouwd. De kapel werd grotendeels gefinancierd door Anna van Oostenrijk. 
Het is de grootste van de zijkapellen van de kathedraal met een lengte van ongeveer 16 meter en een breedte van 10 meter, en wordt bekroond met een koepel. De sculpturen van het altaarstuk, waaronder engelen die op de voluten van het fronton liggen, zijn van kunstenaar Jean-Claude Rambaud uit Aix-en-Provence. In de hal zijn nissen met vier beelden van de evangelisten. Er is ook een beeld van Sint Anna en nog een van de Maagd. Er zijn standbeelden van de bisschoppen van Apt uit de 17e eeuw, een reliekschrijn van St.-Anne, geproduceerd door Armand Caillet in het midden van de 19e eeuw, evenals verschillende andere artistieke schatten.
Voorts zijn aanwezig de Kapel van de Maagd, de  Kapel van Johannes de doper en de Kapel van de rozenkrans, alle langs de noordzijde van de kerk.

## Afbeeldingen

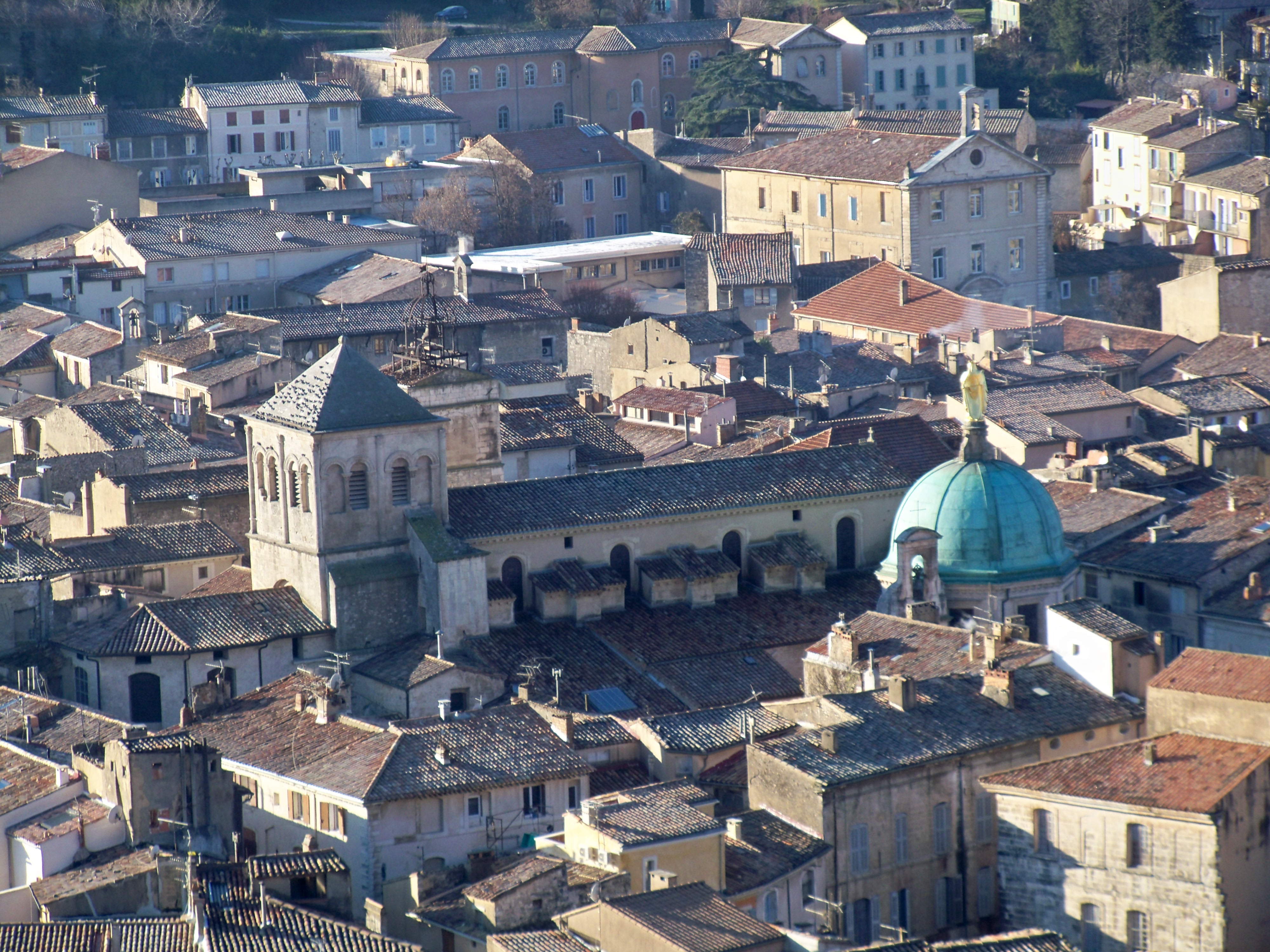
Totaalbeeld, met het oude centrum van Apt
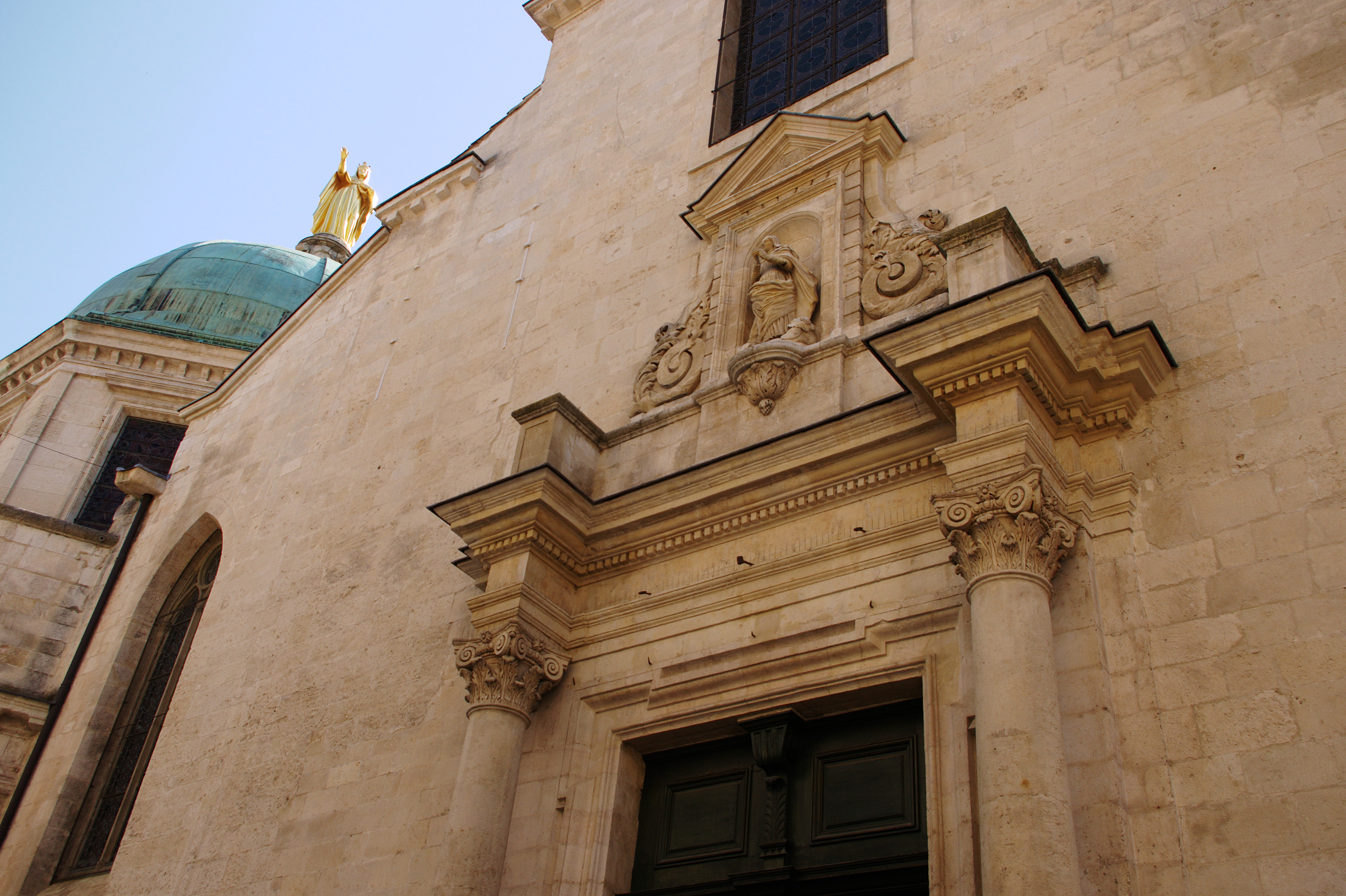
Koepel met beeld en bovenste deel portaal
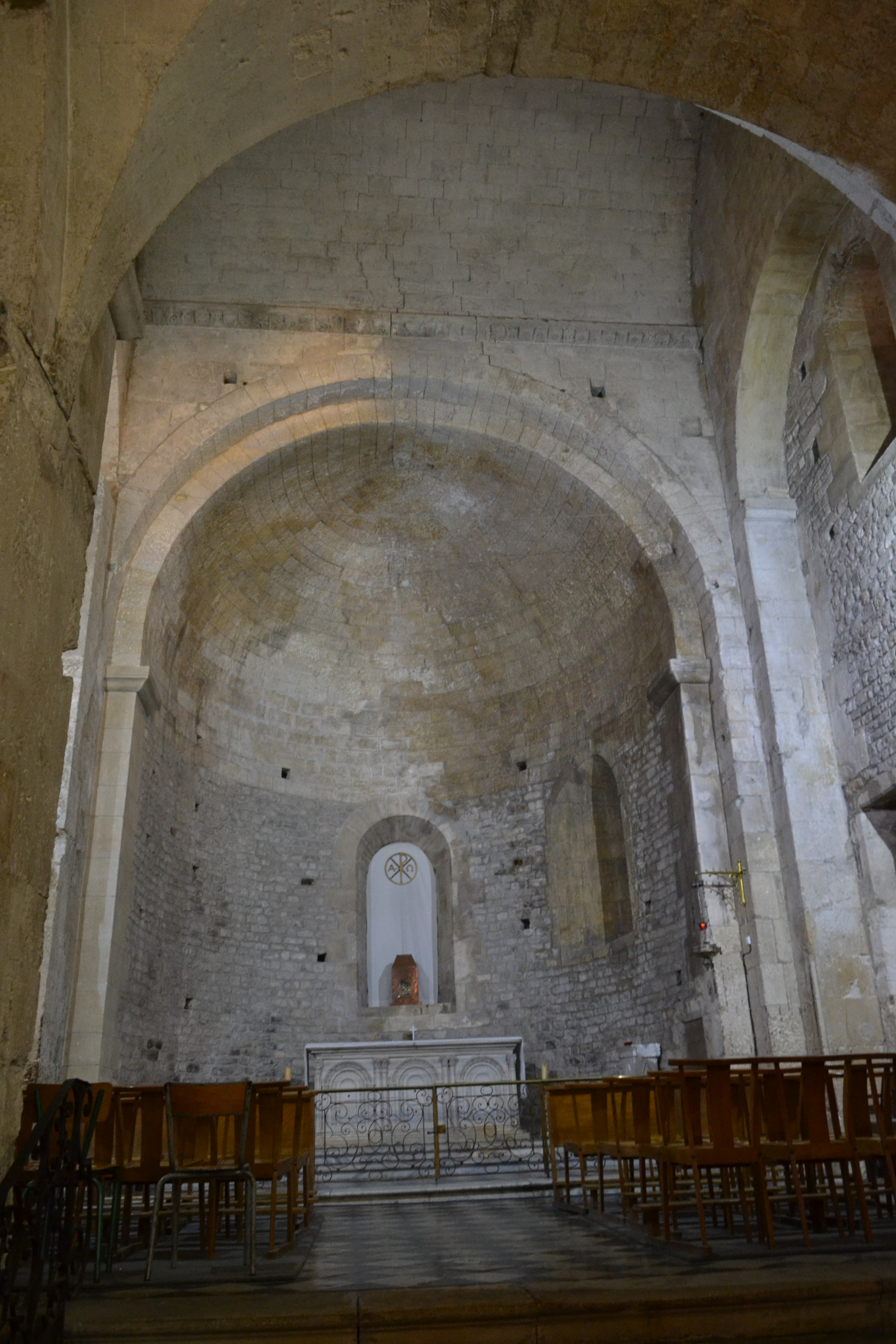
Romaanse kapel in zuidbeuk
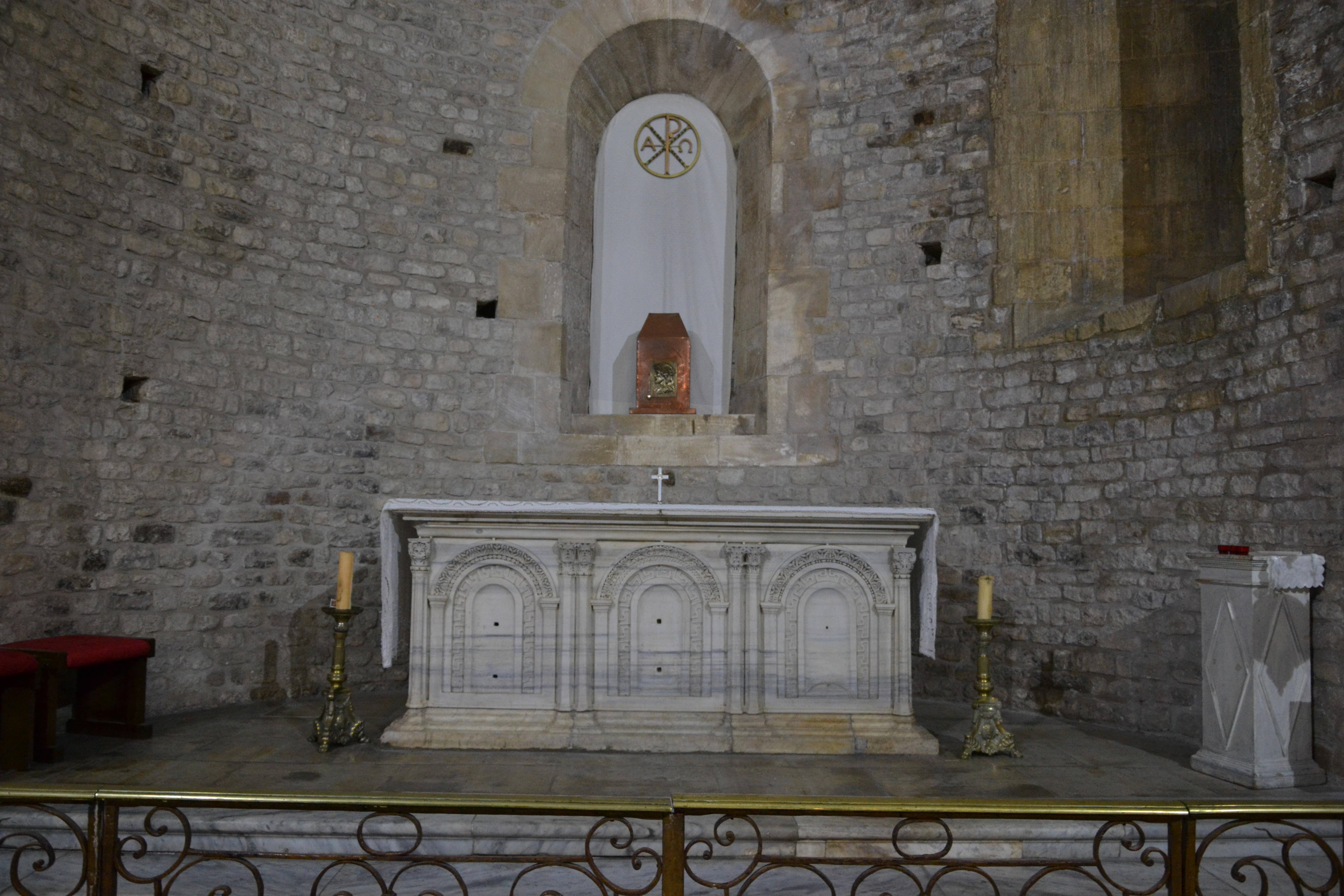
De romaanse kapel met marmeren altaar
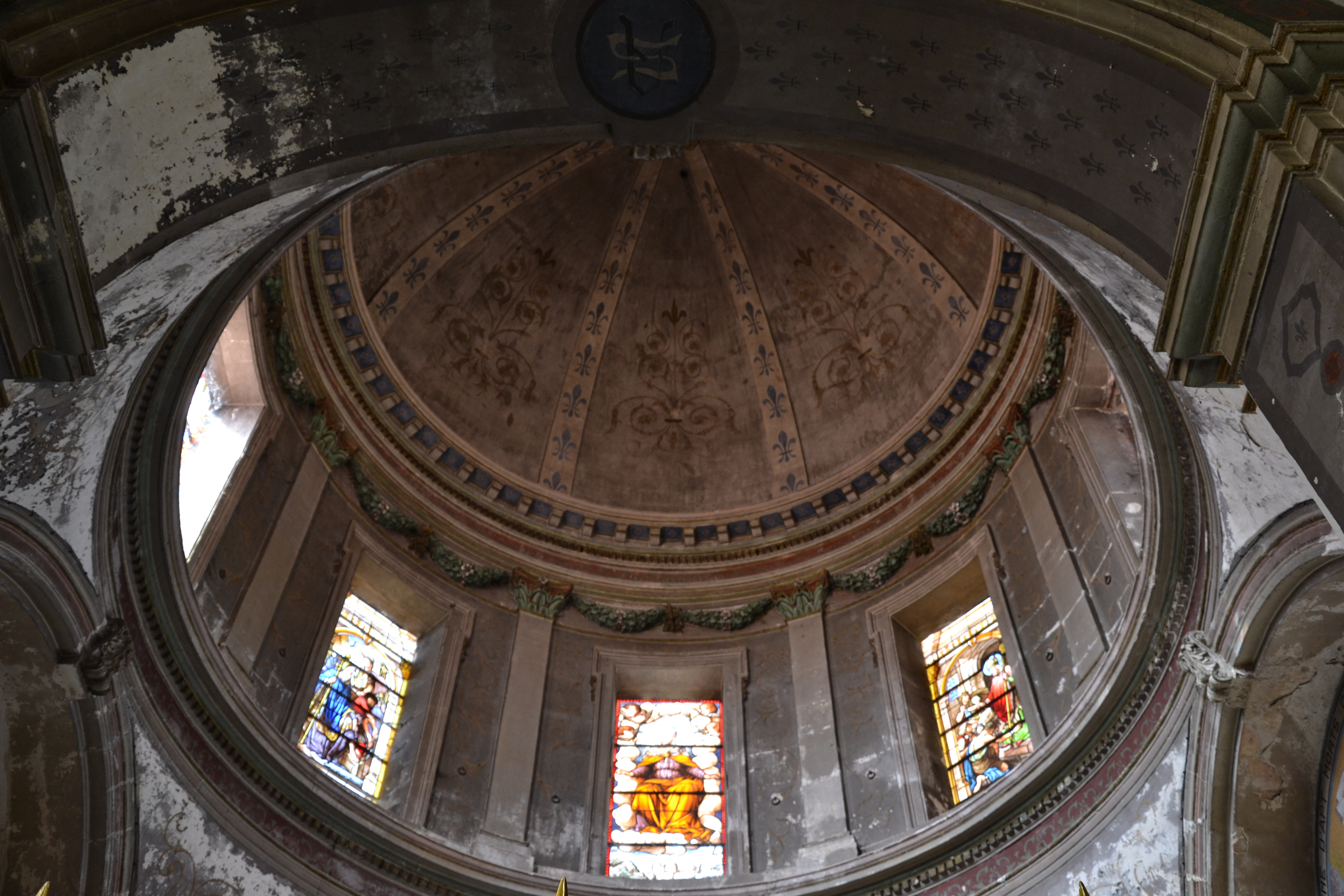
Binnenzijde koepel
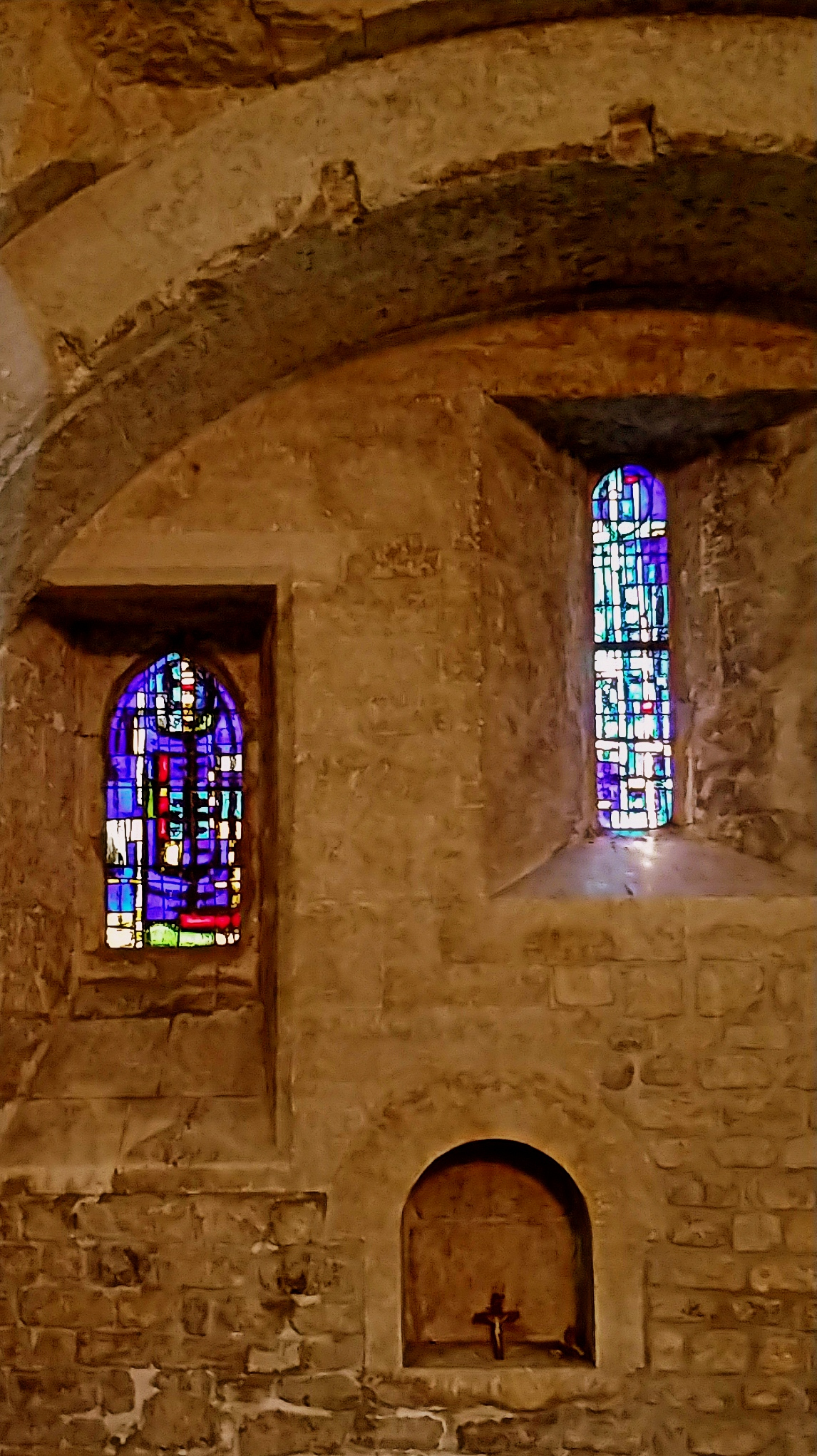
Romaans glas-in-loodraam
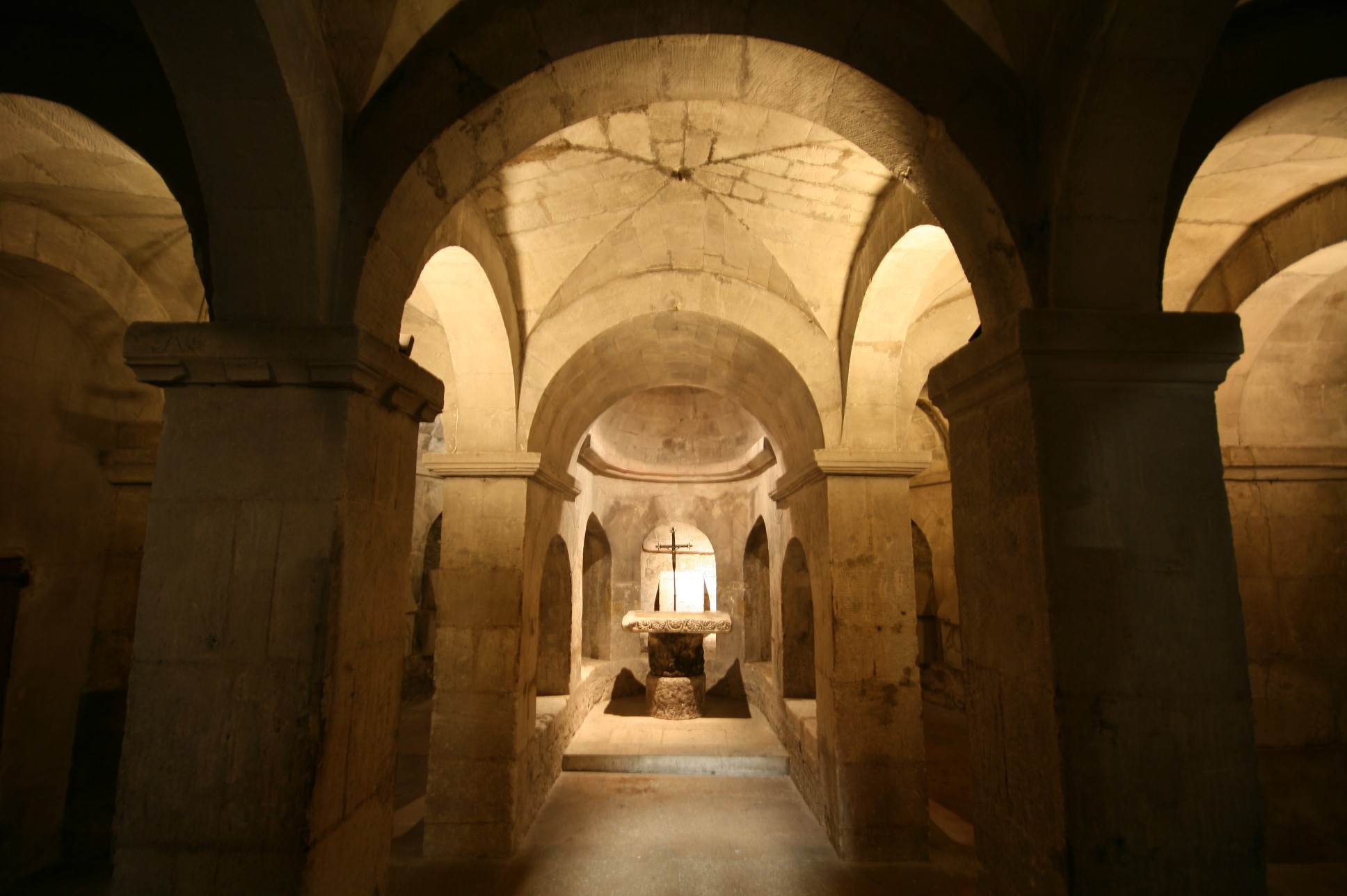
Bovenste crypte (11e eeuw) met Karolingische altaartafel
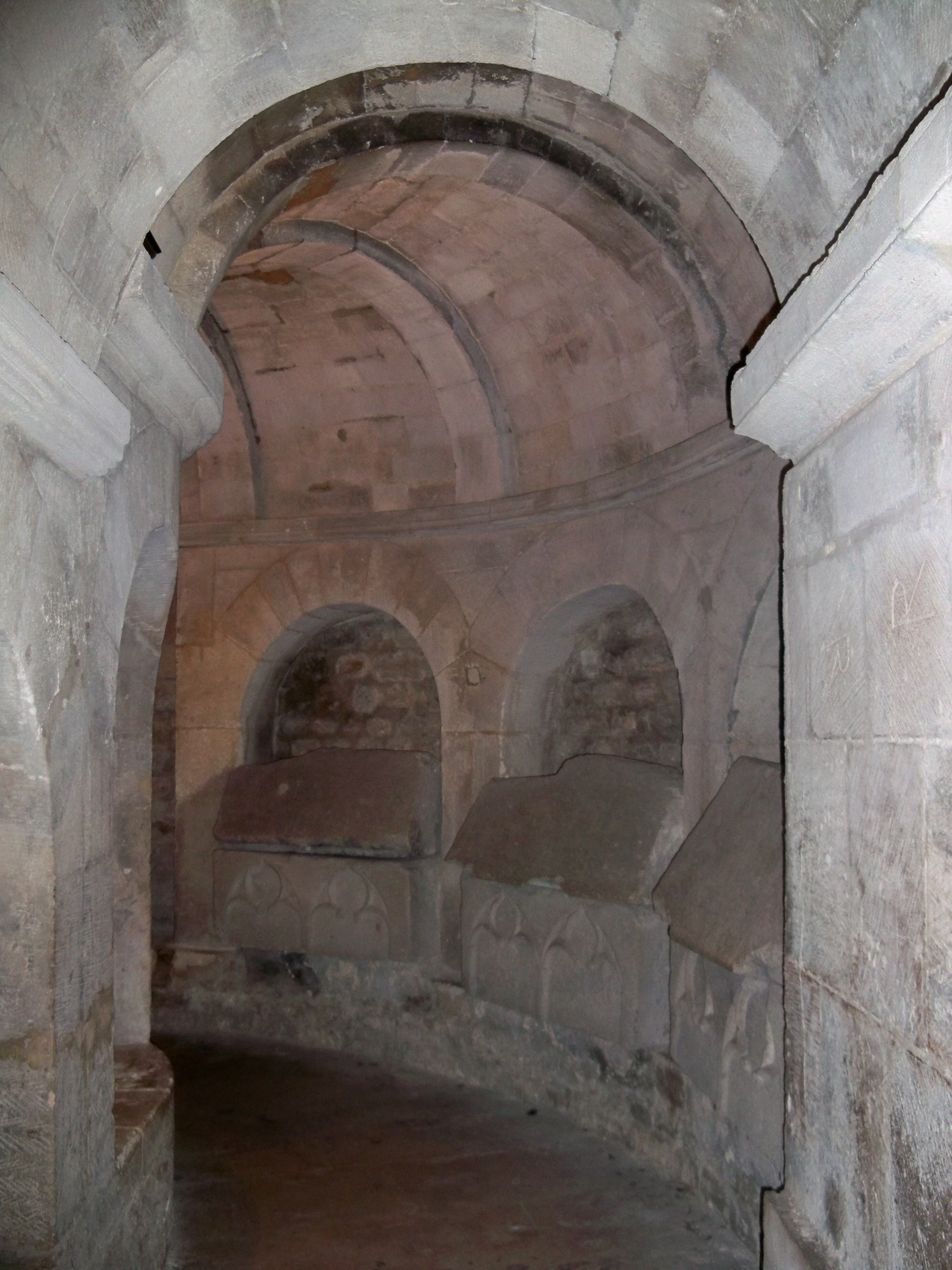
Sarcofagen in crypte